# UTC+12:45
UTC+12:45 és una zona horària d'UTC que porta un avanç de 12 hores i 45 minuts sobre UTC. És el fus horari estàndard que es fa servir a l'hivern a les Illes Chatham, un arxipèlag de Nova Zelanda.